# أليس غيرارد
أليس غيرارد (بالإنجليزية: Alice Gerrard)‏ هي مغنية أمريكية، ولدت في 8 يوليو 1934.

## وصلات خارجية
- أليس غيرارد على موقع ميوزك برينز (الإنجليزية)
- أليس غيرارد على موقع أول ميوزيك (الإنجليزية)
- أليس غيرارد على موقع ديسكوغز (الإنجليزية)
- أليس غيرارد على موقع ديسكوغز (الإنجليزية)
- أليس غيرارد على موقع ديسكوغز (الإنجليزية)